# Grace Minor
Grace Beatrice Minor (sinh ngày 31 tháng 5 năm 1942) là một chính trị gia Americo-Liberia, từng là đồng minh thân cận của tổng thống Charles Taylor. Bà từng là Thượng nghị sĩ của Hạt Montserrado và là Chủ tịch Pro Tempore của Thượng viện từ năm 2002 đến 2003.

## Sự nghiệp
Năm 1976, Minor là ủy viên của Congotown lâu đời nhất. Năm 1980, bà được chọn đại diện cho Congotown trong cuộc bầu cử sắp tới trước cuộc đảo chính.
Minor là một trợ lý hàng đầu và là người bạn thân thiết với Taylor khi anh ta là người đứng đầu Cơ quan Dịch vụ Tổng hợp, từ đó anh ta bị Samuel Doe buộc tội vì biển thủ gần một triệu đô la Mỹ. Sau khi anh trốn thoát khỏi nhà tù ở Hoa Kỳ vào năm 1985, bà chuyển trở lại Liberia để hỗ trợ anh thành lập Mặt trận Yêu nước Quốc gia Liberia và tài trợ cho cuộc nội chiến. bà mở một tài khoản ngân hàng Thụy Sĩ cho anh ta vào năm 1993. bà được coi là người thứ hai trong hệ thống phân cấp của Taylor, và là đối tác chính trị và kinh doanh của anh, bà được coi là "quyền lực sau ngai vàng". Tiểu thương là người đề xướng "loại bỏ có chọn lọc" các nhà lãnh đạo Liberia bản địa trong NPFL, một thực tế phổ biến đến nỗi vào năm 1992, Cộng đồng Kinh tế của các quốc gia Tây Phi đã buộc tội NPFL về tội ác chiến tranh.
Sau khi thành lập Đảng Yêu nước Quốc gia và thành công của Taylor trong cuộc bầu cử tổng thống năm 1997, Tiểu ban được bổ nhiệm vào Thượng viện, người phụ nữ duy nhất trong chính phủ. Sau cái chết của Keikura B. Kpoto đương nhiệm,, bà được bầu làm Chủ tịch Thượng viện vào tháng 10/2002, người phụ nữ đầu tiên giữ chức vụ này. bà đã mua một ngôi nhà và công ty tư vấn ở Osu, Accra do chị gái bà quản lý. Con rể của bà, Monie Captan, được bổ nhiệm làm Bộ trưởng Ngoại giao. Năm 2001, bà được đưa vào danh sách 120 nhà lãnh đạo chính trị của Hội đồng Bảo an Liên Hợp Quốc bị cấm đi du lịch bên ngoài Liberia.
Vào ngày 25 tháng 8 năm 2004, Hội đồng Bảo an Liên Hợp Quốc đã thêm tên của Tiểu thương vào " Danh sách đóng băng tài sản " theo Nghị quyết 1521 do mối quan hệ liên tục của bà với Taylor. Tiểu thương đã xử lý các khoản đầu tư của Taylor ít nhất cho đến năm 2005, trong khi anh ta đang lưu vong, giúp anh ta "tuyển dụng các giao thông viên, điều phối các phong trào của họ và xử lý tiền đến và đi từ Calabar."  Tuy nhiên, Leymah Gbowee nói rằng Tiểu thương "lặng lẽ" đã cho số tiền đáng kể từ tài sản cá nhân của mình để tài trợ cho Hành động vì Phụ nữ của Liberia vì Hòa bình. Tên của người vị thành niên đã bị xóa khỏi cả hai danh sách của Liên Hợp Quốc vào ngày 28 tháng 11 năm 2007  Năm 2009, Ủy ban Sự thật và Hòa giải đã khuyến nghị rằng Tiểu thương, cùng với một số người khác, không được giữ chức vụ chính trị tại cộng hòa mới trong ba mươi năm. Lệnh cấm đã bị Tòa án tối cao lật lại vào năm 2011.
Vào năm 2014, Tiểu thương đã bị Tòa án Luật Dân sự Liberia tuyên bố "truy nã" về việc phá hủy tài sản dẫn đến việc di dời 250 gia đình ở Thị trấn Congo. Người ta cho rằng bà đã bán đất cho công ty Dầu khí Quốc gia, điều mà bà phủ nhận.